# Finska lakota (1866–1868)
Lakota v letih 1866–1868 je bila zadnja lakota na Finskem in (skupaj s kasnejšo lakoto na Švedskem v letih 1867–1869) zadnja večja lakota v severni Evropi.
Na Finskem je lakota znana kot leta velike lakote ali suuret nälkävuodet. Približno 8,5 % celotnega prebivalstva je umrlo zaradi lakote na najbolj prizadetih območjih do 20 %. Skupno število smrtnih žrtev je bilo v treh letih 270.000, kar je približno 150.000 več kot običajno smrtnost. Najbolj prizadeta območja so bila Satakunta, Tavastia, Ostrobotnija in Severna Karelija.

## Vzroki
Deli države so bili v letih pred tem slabi, najbolj opazno leta 1862. Poletje 1866 je bilo izjemno deževno in osnovni pridelki so močno propadli: krompir in korenovke so gnili na poljih, razmere za jesensko setev žita pa so bile neugodne. Ko je zalog hrane zmanjkalo, je na tisoče odšlo na ceste beračit. Naslednja zima je bila huda, pomlad pa pozna. V Helsinkih je bila povprečna temperatura maja 1867 +1,8 °C, približno 8 °C pod dolgoletnim povprečjem in daleč najhladnejši maj v meteorološkem zapisu Helsinkov od začetka opazovanja leta 1829. V mnogih krajih so jezera in reke ostale zamrznjene do junija.
Po obetavno toplem poletju so nizke temperature v začetku septembra opustošile pridelke; posledično je bila letina približno polovica povprečne. Do jeseni 1867 je ljudi umiralo na tisoče.

## Dejanja
Vlada Velikega vojvodstva Finske je bila slabo opremljena za obvladovanje krize tako velikega obsega. Ni bilo na voljo denarja za uvoz hrane z večinoma monopoliziranih srednjeevropskih trgov, vlada pa je počasi prepoznala resnost položaja. Predvsem finančni minister Johan Vilhelm Snellman se ni želel zadolžiti, da ne bi zaradi visokih obrestnih mer oslabila nedavno uvedena finska valuta, finska marka. Ko so si konec leta 1867 končno izposodili denar pri banki Rothschild iz Frankfurta, je bila kriza že v polnem razmahu in cene žita so se v Evropi dvignile. Poleg tega je bilo težko prepeljati tisto malo pomoči, ki jo je bilo mogoče zbrati v državi s slabimi komunikacijami. Vzpostavljenih je bilo več projektov nujnih javnih del, med njimi predvsem gradnja železniške proge od Riihimäkija do Sankt Peterburga.

## Posledice
Vreme se je normaliziralo leta 1868 in letina tega leta je bila nekoliko boljša od povprečja, kljub temu pa so nalezljive bolezni, ki so se razširile prejšnje leto, terjale še veliko življenj.
Uvedeni so bili programi za povečanje raznolikosti finskega kmetijstva, hitro izboljšane komunikacije pa so zmanjšale verjetnost ponovitve takšne lakote.
Na splošno so navadni Finci v tistem času lakoto videli kot božje dejanje. Malokdo bi pričakoval, da bo krona lahko naredila veliko več, in krivda je bila usmerjena predvsem na lokalne uradnike. Ni se še razvilo nobeno pomembno politično gibanje delavskega razreda, ki bi lahko politično izkoristilo krizo. Mestnega prebivalstva je bilo malo in za prebivalce podeželja je bila prva prednostna naloga ponovno vzpostaviti normalno življenje. Skratka, lakota ni ogrozila družbenega reda, je pa spomin nanjo vrgel dolgo senco.

## Izseljenstvo
V tem obdobju je na tisoče Fincev emigriralo v ZDA, da bi ubežali revščini. Naselili so se predvsem v Massachusettsu, ki je bil znan po potrebi po mladih, neizučenih tovarniških delavcih. Druge priljubljene države so Wisconsin in Michigan. Večina ljudi je našla delo v rudarski industriji, lesni industriji, gozdarstvu in drugih panogah, ki so bile običajne na Finskem. Druga območja, kjer se je uveljavilo veliko Fincev, so vključevala zahodni Oregon, Washington in severno Kalifornijo.
Zaradi lakote se je veliko Fincev priselilo v Murmansk.